# 賈毓祥
賈毓祥（1570年—1661年），字元冲，號四塞，山東萊州府平度州界山贾家村人，明朝政治人物。

## 生平
萬曆二十二年（1594年）山东乡试第八名举人，萬曆三十八年庚戌科第三甲第一百八名進士。禮部觀政，授山西太谷縣知縣，四十年本省同考，四十二年五月丁内憂去官。守喪期滿，四十五年二月起補河南安陽縣知縣，四十六年本省同考。天啓元年（1621年），以政绩卓异，升監察御史，次年巡按广西。天启五年（1625年）任满回京，遭阉党罢官。
崇祯即位，魏忠贤事敗自殺，賈毓祥超擢左副都御史。后因被劾，再度罢职。明亡不仕，隐居大泽山，卒年92。现存暮年之作《九日登高》诗一首。

## 家族
曾祖賈禎，祖賈文勝，父賈漢臣，母周氏（贈太孺人）。子贾曨（庠生）；贾暭（庠生）；贾曦。 。